# Mestobregma
Mestobregma is een geslacht van rechtvleugeligen uit de familie veldsprinkhanen (Acrididae). De wetenschappelijke naam van dit geslacht is voor het eerst geldig gepubliceerd in 1876 door Scudder.

## Soorten
Het geslacht Mestobregma omvat de volgende soorten:
- Mestobregma impexum Rehn, 1919
- Mestobregma plattei Thomas, 1873
- Mestobregma terricolor Rehn, 1919